# Теорема о циркуляции магнитного поля
Теорема о циркуляции магнитного поля — одна из фундаментальных теорем классической электродинамики, сформулированная Андре Мари Ампером в 1826 году. В 1861 году Джеймс Максвелл снова вывел эту теорему, опираясь на аналогии с гидродинамикой, и обобщил её (см. ниже). Уравнение, представляющее собой содержание теоремы в этом обобщённом виде, входит в число уравнений Максвелла. (Для случая постоянных электрических полей — то есть в магнитостатике — верна теорема в первоначальном виде, сформулированная Ампером и приведённая в статье первой; для общего случая правая часть должна быть дополнена членом с производной напряжённости электрического поля по времени — см. ниже.) Теорема гласит:
| Циркуляция магнитного поля постоянных токов по всякому замкнутому контуру пропорциональна сумме сил токов, пронизывающих контур циркуляции. |

Эта теорема, особенно в иностранной или переводной литературе, называется также теоремой Ампера или законом Ампера о циркуляции (англ. Ampère’s circuital law). Последнее название подразумевает рассмотрение закона Ампера в качестве более фундаментального утверждения, чем закон Био — Савара — Лапласа, который в свою очередь рассматривается уже в качестве следствия (что, в целом, соответствует современному варианту построения электродинамики).
Для общего случая (классической) электродинамики формула должна быть дополнена в правой части членом, содержащим производную по времени от электрического поля (см. уравнения Максвелла, а также параграф «Обобщение» ниже). В таком дополненном виде она представляет собой четвёртое уравнение Максвелла в интегральной форме.

## Математическая формулировка
В математической формулировке для магнитостатики теорема имеет следующий вид:
{\displaystyle \oint {\vec {B}}\cdot {\vec {dl}}={\frac {4\pi }{c}}\int {\vec {j}}\cdot {\vec {ds}}}.
Здесь {\displaystyle {\vec {B}}} — вектор магнитной индукции, {\displaystyle {\vec {j}}} — плотность тока, {\displaystyle c} — скорость света в вакууме; интегрирование слева производится по произвольному замкнутому контуру, справа — по произвольной поверхности, натянутой на этот контур. Данная форма носит название интегральной, поскольку в явном виде содержит интегрирование. Теорема может быть также представлена в дифференциальной форме:
{\displaystyle \mathrm {rot} \ {\vec {B}}={\frac {4\pi }{c}}{\vec {j}}}.
Эквивалентность интегральной и дифференциальной форм следует из теоремы Стокса.
Приведённая выше форма справедлива для вакуума. В случае применения её в среде (веществе), она будет корректна только в случае, если под {\displaystyle {\vec {j}}} понимать вообще все токи, то есть учитывать и «микроскопические» токи, текущие в веществе, включая «микроскопические» токи, текущие в областях размерами порядка размера молекулы (см. диамагнетики) и магнитные моменты микрочастиц (см., например, статью «Ферромагнетики»).
Поэтому в веществе, если не пренебрегать его магнитными свойствами, часто удобно из полного тока выделить ток намагничения (см. связанные токи), выразив его через величину намагниченности {\displaystyle {\vec {M}}} и введя вектор напряжённости магнитного поля
{\displaystyle {\vec {H}}={\vec {B}}-4\pi {\vec {M}}}.
Тогда теорема о циркуляции запишется в форме
{\displaystyle \oint {\vec {H}}\cdot {\vec {dl}}={\frac {4\pi }{c}}\int {\vec {j}}_{f}\cdot {\vec {ds}}}
{\displaystyle \mathrm {rot} \ {\vec {H}}={\frac {4\pi }{c}}{\vec {j}}_{f},}
где под {\displaystyle {\vec {j}}_{f}} (в отличие от {\displaystyle {\vec {j}}} в формуле выше) имеются в виду только так называемые свободные токи, в которых ток намагничения исключён (что бывает удобно практически, поскольку {\displaystyle {\vec {j}}_{f}} — это обычно уже в сущности макроскопические токи, которые не связаны с намагничением вещества и которые в принципе нетрудно непосредственно измерить).
В динамическом случае — то есть в общем случае классической электродинамики — когда поля меняются во времени (а в средах при этом меняется и их поляризация) — и речь тогда идёт об обобщённой теореме, включающей {\displaystyle d{\vec {E}}/dt}, — всё сказанное выше относится и к микроскопическим токам, связанным с изменениями поляризации диэлектрика. Эта часть токов тогда учитывается в члене {\displaystyle d{\vec {D}}/dt}.

## Обобщение
Основным фундаментальным обобщением теоремы является четвёртое уравнение Максвелла. В интегральной форме оно является прямым обобщением на динамический случай магнитостатической формулы, приведённой выше. Для вакуума:
{\displaystyle \oint {\vec {B}}\cdot {\vec {dl}}={\frac {1}{c}}\int (4\pi {\vec {j}}+{\frac {\partial {\vec {E}}}{\partial t}})\cdot {\vec {ds}}}
для среды:
{\displaystyle \oint {\vec {H}}\cdot {\vec {dl}}={\frac {4\pi }{c}}\int {\vec {j}}\cdot {\vec {ds}}+{\frac {1}{c}}{\frac {\partial }{\partial t}}\int {\vec {D}}\cdot {\vec {ds}}}.
(Как видим, формулы отличаются от приведённых выше только одним добавочным членом со скоростью изменения электрического поля в правой части).
Дифференциальная форма этого уравнения:
{\displaystyle \mathbf {rot} {\vec {B}}={\frac {4\pi }{c}}{\vec {j}}+{\frac {1}{c}}{\frac {\partial }{\partial t}}{\vec {E}},}
{\displaystyle \mathbf {rot} {\vec {H}}={\frac {4\pi }{c}}{\vec {j}}+{\frac {1}{c}}{\frac {\partial }{\partial t}}{\vec {D}}}
(в гауссовой системе, для вакуума и среды соответственно) — также можно при желании считать вариантом обобщения теоремы о циркуляции магнитного поля, поскольку она, конечно, тесно связана с интегральной.

## Практическое значение

Магнитное поле прямолинейного проводника с током.

Теорема о циркуляции играет в магнитостатике приблизительно ту же роль, что и теорема Гаусса в электростатике. В частности, при наличии определённой симметрии задачи, она позволяет просто находить величину магнитного поля во всём пространстве по заданным токам. Например, для вычисления магнитного поля от бесконечного прямолинейного проводника с током по закону Био — Савара — Лапласа потребуется вычислить неочевидный интеграл, в то время как теорема о циркуляции (с учётом осевой симметрии задачи) позволяет дать мгновенный ответ:
{\displaystyle B(r)\cdot 2\pi r={\frac {4\pi }{c}}I\to B(r)={\frac {2I}{cr}}}.

## Доказательство теоремы о циркуляции

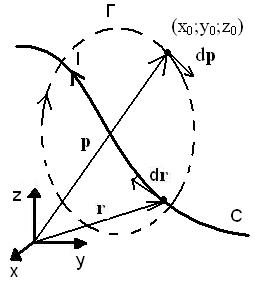
Циркуляция магнитного поля

Если теорема о циркуляции магнитного поля не принимается в качестве аксиомы, то она может быть доказана с помощью закона Био — Савара — Лапласа. Рассмотрим магнитное поле, создаваемое в точке {\displaystyle {\vec {p}}=(x_{0};y_{0};z_{0})} бесконечным проводом с током, заданным в пространстве кривой {\displaystyle \mathbb {C} }. По закону Био — Савара — Лапласа токовый элемент провода, заданный радиус-вектором {\displaystyle {\vec {r}}}, создаёт в точке {\displaystyle {\vec {p}}} элементарное поле 
{\displaystyle \mathrm {d} {\vec {B}}({\vec {p}})={1 \over c}{\frac {I[\mathrm {d} {\vec {r}}\times ({\vec {p}}-{\vec {r}})]}{|{\vec {p}}-{\vec {r}}|^{3}}}}.
Как и во всех формулах выше, здесь используется гауссова система; для СИ {\displaystyle 1/c} заменяется на {\displaystyle \mu _{0}/4\pi } ({\displaystyle \mu _{0}} — магнитная постоянная). 
Полная индукция магнитного поля в точке {\displaystyle {\vec {p}}} получается интегрированием элементарного поля по всей кривой {\displaystyle \mathbb {C} } в направлении течения тока:
{\displaystyle {\vec {B}}({\vec {p}})={1 \over c}\int \limits _{\mathbb {C} }{\frac {I[\mathrm {d} {\vec {r}}\times ({\vec {p}}-{\vec {r}})]}{|{\vec {p}}-{\vec {r}}|^{3}}}}.
Полученный интеграл не относится ни к одному из двух родов криволинейных интегралов. Он определяет собой векторную величину, тогда как любой криволинейный интеграл является скалярной величиной. Но допустим, что его всё-таки можно вычислить каким-нибудь способом (например, интегрированием отдельно каждой компоненты вектора). Тогда найдём циркуляцию полученного вектора индукции по некоторому замкнутому контуру {\displaystyle \Gamma }, обхватывающему провод с током.
По определению циркуляция векторной функции — это криволинейный интеграл второго рода от этой функции по замкнутому контуру в положительном направлении обхода этой кривой. Будем считать положительным направлением нормали к поверхности, натянутой на контур, такое направление, которое образует острый угол с осью {\displaystyle z}. Тогда положительное направление обхода контура определяется правилом буравчика (правого винта) по отношению к положительной нормали. Будем также считать положительным тот ток, который течёт в направлении положительной нормали контура, охватывающего ток.
Циркуляция будет иметь вид
{\displaystyle \Gamma =\oint _{\Gamma }{\vec {B}}\cdot \mathrm {d} {\vec {p}}=\oint _{\Gamma }{I \over c}\int \limits _{\mathbb {C} }{\frac {[\mathrm {d} {\vec {r}}\times ({\vec {p}}-{\vec {r}})]}{|{\vec {p}}-{\vec {r}}|^{3}}}\cdot \mathrm {d} {\vec {p}}}.
Под интегралами появилось смешанное произведение векторов {\displaystyle [\mathrm {d} {\vec {r}}\times ({\vec {p}}-{\vec {r}})]\cdot \mathrm {d} {\vec {p}}=(\mathrm {d} {\vec {p}},\mathrm {d} {\vec {r}},({\vec {p}}-{\vec {r}}))}, которое по свойству кососимметрии может быть записано следующим образом:
{\displaystyle [\mathrm {d} {\vec {r}}\times ({\vec {p}}-{\vec {r}})]\cdot \mathrm {d} {\vec {p}}=(\mathrm {d} {\vec {p}},\mathrm {d} {\vec {r}},({\vec {p}}-{\vec {r}}))=(({\vec {p}}-{\vec {r}}),\mathrm {d} {\vec {p}},\mathrm {d} {\vec {r}})=[\mathrm {d} {\vec {p}}\times \mathrm {d} {\vec {r}}]\cdot ({\vec {p}}-{\vec {r}})}.
Тогда
{\displaystyle \Gamma ={I \over c}\oint _{\Gamma }\int \limits _{\mathbb {C} }({\vec {p}}-{\vec {r}})\cdot {\frac {[\mathrm {d} {\vec {p}}\times \mathrm {d} {\vec {r}}]}{|{\vec {p}}-{\vec {r}}|^{3}}}}.
Величина векторного произведения {\displaystyle [\mathrm {d} {\vec {p}}\times \mathrm {d} {\vec {r}}]} равна площади параллелограмма, построенного на этих векторах, а направление перпендикулярно параллелограмму. Данное векторное произведение можно считать элементарной векторной площадкой {\displaystyle \mathrm {d} {\vec {S}}=[\mathrm {d} {\vec {p}}\times \mathrm {d} {\vec {r}}]} поверхности, которую заметает вектор {\displaystyle ({\vec {p}}-{\vec {r}})} при двойном криволинейном интегрировании, причём угол между {\displaystyle ({\vec {p}}-{\vec {r}})} и {\displaystyle \mathrm {d} {\vec {S}}} является острым. Эта поверхность является цилиндрической поверхностью, охватывающей провод с током, а её сечением является контур циркуляции {\displaystyle \Gamma }. Тогда двойной криволинейный интеграл можно заменить поверхностным интегралом второго рода по данной поверхности, а циркуляция примет вид
{\displaystyle \Gamma ={I \over c}\int \!\!\!\int _{S}({\vec {p}}-{\vec {r}})\cdot {\frac {\mathrm {d} {\vec {S}}}{|{\vec {p}}-{\vec {r}}|^{3}}}}.
Если считать поверхность интегрирования стягивающей, легко видеть, что поверхностный интеграл представляет собой телесный угол для данной поверхности. Поверхность интегрирования условно можно считать замкнутой на бесконечности. И тогда, поскольку вектор {\displaystyle ({\vec {p}}-{\vec {r}})}  при интегрировании всегда находится внутри поверхности, телесный угол является полным, то есть равным {\displaystyle 4\pi } стерадиан. И тогда циркуляция равна 
{\displaystyle \Gamma ={I \over c}\cdot 4\pi ={4\pi  \over c}I}.
Если бы контур {\displaystyle \Gamma } не охватывал провод, то вектор {\displaystyle ({\vec {p}}-{\vec {r}})} при интегрировании никогда не находился бы полностью внутри поверхности интегрирования. В этом случае телесный угол был бы равен нулю, как и циркуляция поля: {\displaystyle \Gamma =0}.
Последние два утверждения о телесном угле являются по сути содержанием теоремы Гаусса о потоке вектора напряжённости заряда через произвольную замкнутую поверхность и могут быть доказаны независимо.
Если бы ток тёк в противоположном направлении, угол между векторами {\displaystyle ({\vec {p}}-{\vec {r}})} и {\displaystyle [\mathrm {d} {\vec {p}}\times \mathrm {d} {\vec {r}}]} был бы уже тупым (нормаль была бы направлена внутрь поверхности), и циркуляция поменяла бы свой знак на противоположный, что эквивалентно течению тока в прежнем направлении, но с отрицательной силой.
В случае поля, создаваемого несколькими проводниками с током, нужно помнить о свойстве суперпозиции магнитного поля и свойстве аддитивности криволинейного интеграла: циркуляция суперпозиции векторов равна скалярной сумме циркуляций этих векторов.